# División de Honor de fútbol sala 1999-00
La temporada 1999-00 de División de Honor fue la 11.ª edición de la máxima competición de la Liga Nacional de Fútbol Sala española. Se disputó entre el 11 de septiembre de 1999 y el 18 de junio de 2000.
La liga empezó con 18 equipos y un sistema de liga basado en fase regular más fase final, en el que los ocho primeros disputarían el título de campeón y los tres últimos descendían a División de Plata. El campeón fue Playas de Castellón FS, que batió en la final al CLM Talavera en tres partidos.

## Campeonato

### Liga regular
| Puesto | Equipo                       | Ptos | J  | G  | E | P  | GF  | GC  | DG   | Nota                         |
| ------ | ---------------------------- | ---- | -- | -- | - | -- | --- | --- | ---- | ---------------------------- |
| 1      | Playas de Castellón          | 92   | 34 | 30 | 2 | 2  | 204 | 88  | +116 | Fase final                   |
| 2      | Caja Segovia FS              | 78   | 34 | 24 | 6 | 4  | 156 | 102 | +54  | Fase final                   |
| 3      | CLM Talavera                 | 77   | 34 | 24 | 5 | 5  | 174 | 110 | +64  | Fase final                   |
| 4      | ElPozo Murcia                | 73   | 34 | 23 | 4 | 7  | 147 | 110 | +37  | Fase final                   |
| 5      | Airtel Boomerang             | 71   | 34 | 21 | 8 | 5  | 168 | 95  | +73  | Fase final                   |
| 6      | O Parrulo Indunor            | 60   | 34 | 19 | 3 | 12 | 134 | 137 | -3   | Fase final                   |
| 7      | Ourense FS                   | 55   | 34 | 17 | 4 | 13 | 148 | 138 | +10  | Fase final                   |
| 8      | Café Dry Fiat Torrejón       | 49   | 34 | 15 | 4 | 15 | 147 | 152 | -5   | Fase final                   |
| 9      | Mínguez Sáez Cartagena       | 43   | 34 | 12 | 7 | 15 | 122 | 135 | -13  |                              |
| 10     | MRA Ingeteam Navarra         | 41   | 34 | 13 | 2 | 19 | 144 | 157 | -13  |                              |
| 11     | Industrias García            | 40   | 34 | 13 | 1 | 20 | 150 | 158 | -8   |                              |
| 12     | Foticos Zaragoza             | 40   | 34 | 13 | 1 | 20 | 130 | 148 | -18  |                              |
| 13     | Dulma Astorga                | 37   | 34 | 11 | 4 | 19 | 109 | 141 | -32  |                              |
| 14     | Miró Martorell               | 36   | 34 | 11 | 3 | 20 | 126 | 159 | -33  |                              |
| 15     | Caja San Fernando Jerez      | 33   | 34 | 9  | 6 | 19 | 108 | 148 | -40  |                              |
| 16     | Fórum Filatélico Rías Baixas | 21   | 34 | 6  | 3 | 25 | 103 | 159 | -56  | Descenso a División de Plata |
| 17     | Sol Fuerza Salamanca         | 21   | 34 | 7  | 0 | 27 | 87  | 141 | -54  | Descenso a División de Plata |
| 18     | Cefire Burela                | 19   | 34 | 6  | 1 | 27 | 107 | 186 | -79  | Descenso a División de Plata |

Ascienden a División de Honor 2000/01: Valencia Vijusa, FC Barcelona y Móstoles FS.
Nota: CLM Talavera desapareció en 2000 después de que su propietario vendiera la plaza en División de Honor al Café Candelas Lugo. 
Sistema de puntuación: Victoria = 3 puntos; Empate (E) = 1 punto; Derrota = 0 puntos

### Fase final
|  | Cuartos de final         | Cuartos de final    |                    |                       | Semifinales         | Semifinales         |  |                       | Final               | Final               |  |
|  | Mejor de 3 partidos      | Mejor de 3 partidos |                    |                       | Mejor de 3 partidos | Mejor de 3 partidos |  |                       | Mejor de 5 partidos | Mejor de 5 partidos |  |
|  |                          |                     |                    |                       |                     |                     |  |                       |                     |                     |  |
|  |                          |                     |                    |                       |                     |                     |  |                       |                     |                     |  |
|  | 1 Playas de Castellón    | 2                   |                    |                       |                     |                     |  |                       |                     |                     |  |
|  | 1 Playas de Castellón    | 2                   |                    |                       |                     |                     |  |                       |                     |                     |  |
|  | 8 Café Dry Fiat Torrejón | 0                   |                    |                       |                     |                     |  |                       |                     |                     |  |
|  | 8 Café Dry Fiat Torrejón | 0                   |                    | 1 Playas de Castellón | 2                   |                     |  |                       |                     |                     |  |
|  |                          |                     |                    | 1 Playas de Castellón | 2                   |                     |  |                       |                     |                     |  |
|  |                          |                     | 5 Airtel Boomerang | 0                     |                     |                     |  |                       |                     |                     |  |
|  | 4 ElPozo Murcia          | 1                   | 5 Airtel Boomerang | 0                     |                     |                     |  |                       |                     |                     |  |
|  | 4 ElPozo Murcia          | 1                   |                    |                       |                     |                     |  |                       |                     |                     |  |
|  | 5 Airtel Boomerang       | 2                   |                    |                       |                     |                     |  |                       |                     |                     |  |
|  | 5 Airtel Boomerang       | 2                   |                    |                       |                     |                     |  | 1 Playas de Castellón | 3                   |                     |  |
|  |                          |                     |                    |                       |                     |                     |  | 1 Playas de Castellón | 3                   |                     |  |
|  |                          |                     | 3CLM Talavera      | 0                     |                     |                     |  |                       |                     |                     |  |
|  | 2 Caja Segovia FS        | 2                   | 3CLM Talavera      | 0                     |                     |                     |  |                       |                     |                     |  |
|  | 2 Caja Segovia FS        | 2                   |                    |                       |                     |                     |  |                       |                     |                     |  |
|  | 7 Ourense FS             | 0                   |                    |                       |                     |                     |  |                       |                     |                     |  |
|  | 7 Ourense FS             | 0                   |                    | 2 Caja Segovia FS     | 1                   |                     |  |                       |                     |                     |  |
|  |                          |                     |                    | 2 Caja Segovia FS     | 1                   |                     |  |                       |                     |                     |  |
|  |                          |                     | 3 CLM Talavera     | 2                     |                     |                     |  |                       |                     |                     |  |
|  | 3 CLM Talavera           | 2                   | 3 CLM Talavera     | 2                     |                     |                     |  |                       |                     |                     |  |
|  | 3 CLM Talavera           | 2                   |                    |                       |                     |                     |  |                       |                     |                     |  |
|  | 6 O Parrulo Indunor      | 0                   |                    |                       |                     |                     |  |                       |                     |                     |  |
|  | 6 O Parrulo Indunor      | 0                   |                    |                       |                     |                     |  |                       |                     |                     |  |
|  |                          |                     |                    |                       |                     |                     |  |                       |                     |                     |  |

| Campeón de la Liga Nacional de Fútbol Sala |
| ------------------------------------------ |
| Playas de Castellón Primer título          |

## Goleadores
| Puesto | Jugador        | Equipo              | Goles |
| ------ | -------------- | ------------------- | ----- |
| 1      | Joan Linares   | CLM Talavera        | 68    |
| 2      | Edesio         | Playas de Castellón | 66    |
| 2      | Paulo Roberto  | ElPozo Murcia       | 66    |
| 4      | Andreu Linares | CLM Talavera        | 49    |
| 5      | Vinicius       | Airtel Boomerang    | 48    |